# Соматофилаки

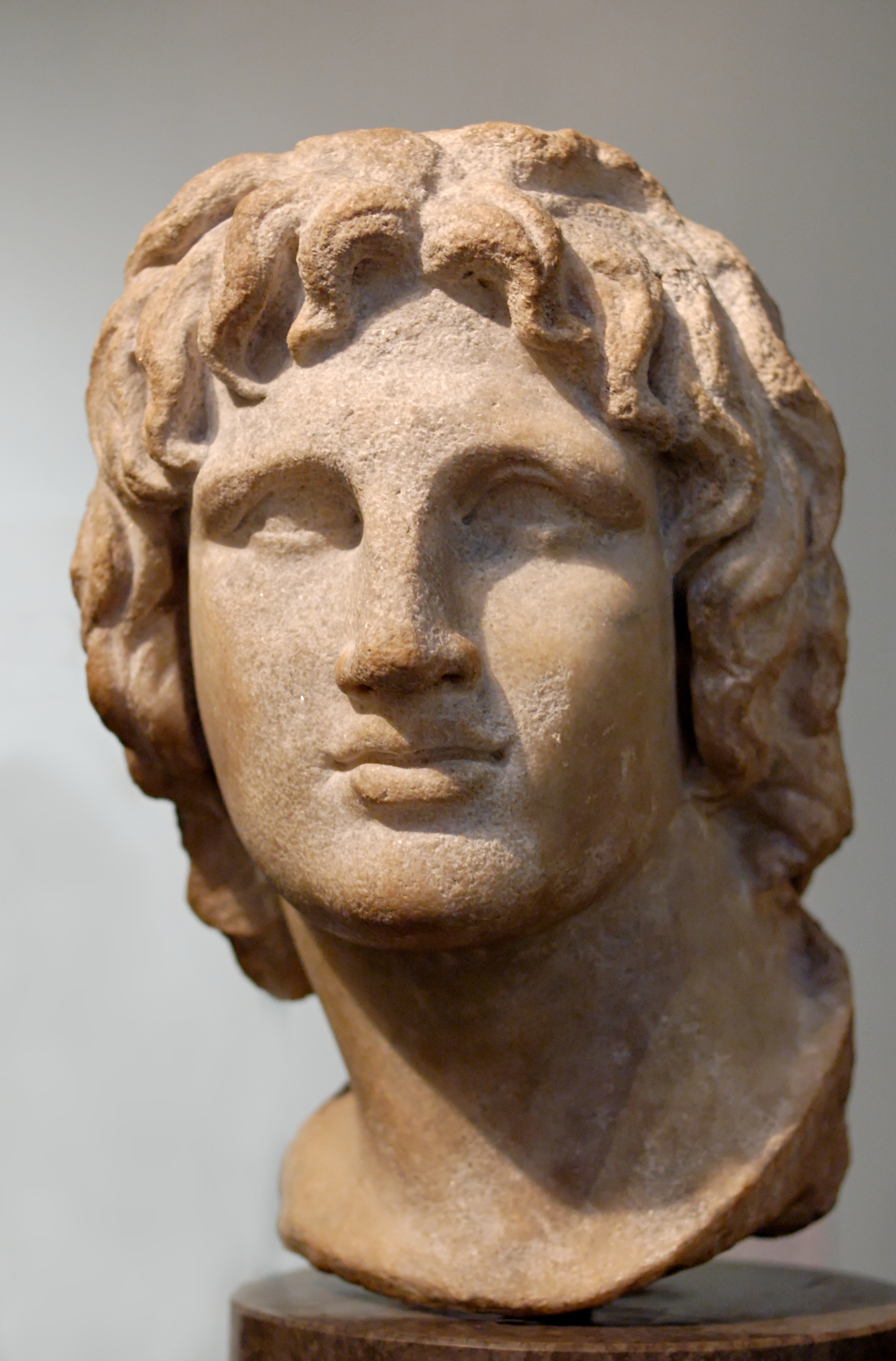
Бюст Александра, Британский музей

Соматофилаки (телохранители) были военной традицией древней Македонии, которую заложил Филипп II и продолжил Александр Македонский.

## Структура и обязанности
Отряд царских телохранителей был укомплектован семью мужчинами, которые были членами македонской аристократии и имели высокое воинское звание, занимая такие должности, как сотник или генерал.
На самом деле телохранители не ограничивались обязанностями физической охраны, но были и советниками. Также по сути они были элитой элиты, так как комплектовались наиболее элитными гетайрами, являвшимися элитной тяжелой конницей македонян.
Павсаний из Орестида, убийца Филиппа II в 336 г. до н. э., был его телохранителем.

## Александр Великий
В виде исключения Александр назначил Гефестиона восьмым телохранителем в 333 г. до н. э., как он позже сделал с Певкестом в 326 г. до н. э. после кампании против маллов в Индии, во время которой Певкест спас Александру жизнь.

### Соматофилаки
Последовательность телохранителей Александра была следующей, с зачеркнутыми именами, обозначающими смерть человека:
336 — 334 г. до н. э.: Аристон, Лисимах, Пифон, Арибба, Балакр, Деметрий, Птолемей
333 г. до н. э. : Аристон . Лисимах . Пифон . Арибба . Балакр . Димитрий . Птолемей . Птолемей, сын Селевка . Гефестион (добавление Гефестиона в качестве 8-го телохранителя)
332 г. до н. э.: Аристон . Лисимах . Пифон . Арибба . Балакр Менис . Димитрий . Птолемей, сын Селевка . Вулкан
331 г. до н. э. : Аристон . Лисимах . Пифон. Арибба Леоннат . Менис . Димитрий . Вулкан
330 — 327 г. до н. э.: Аристон . Лисимах . Пифон. Леоннат . Менис Пердикка . Деметрий Птолемей Сотер . Вулкан
326 — 324 г. до н. э. : Аристон . Лисимах . Пифон. Леоннат . Пердикка . Птолемей Сотер . Вулкан . Певкест (добавление Певкеста в качестве 8-го телохранителя)
323 г. до н. э. : Аристон . Лисимах . Пифон. Леоннат . Пердикка . Птолемей Сотер . Вулкан . Певкест

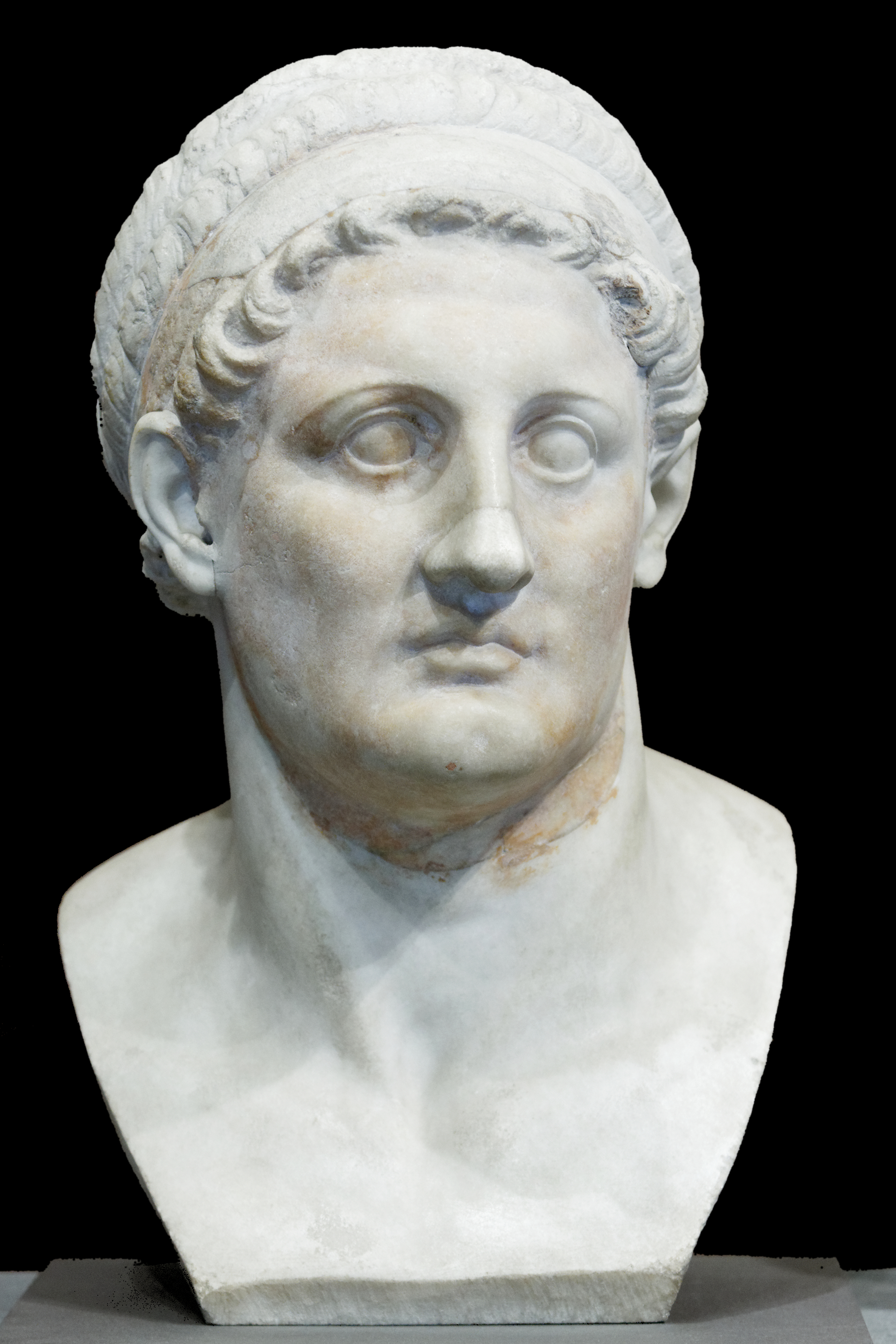
Птолемей Сотер был самым успешным из бывших телохранителей Александра Македонского.

### Позже

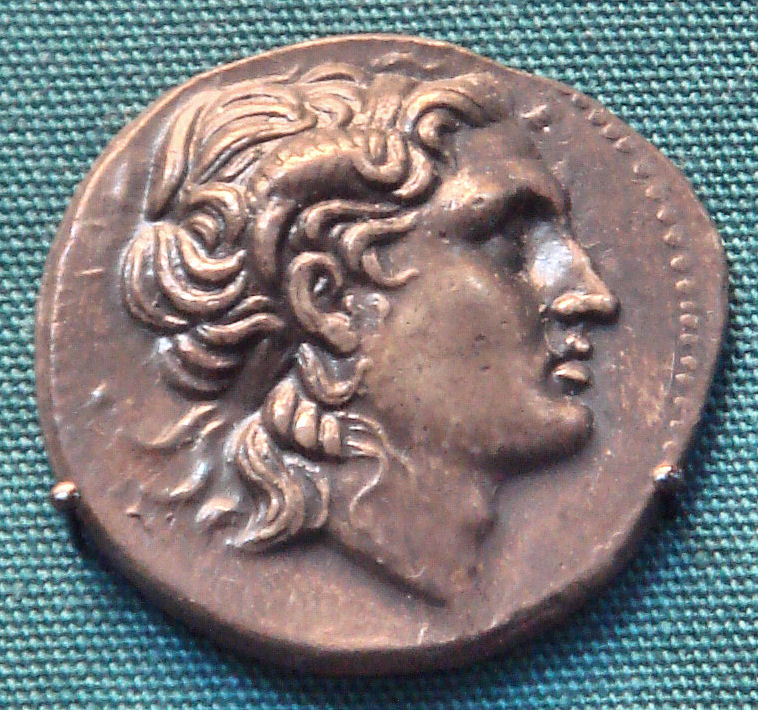
Монета с изображением Лисимаха

После смерти Александра в 323 г. до н. э.. и последовавших за этим войн наследников его бывшие телохранители пошли разными путями.
Леоннат умер в 322 г. до н. э. во время ламийской войны против афинян, а незадолго до этого женился на сестре Александра Клеопатре.
Пердикка, хотя и сумел стать регентом империи сразу после смерти Александра, с Вавилонским договором в 323 г. до н. э., выступил против него, также бывший телохранитель Птолемея, где он потерпел поражение на реке Нил. Сразу после этого поражения он был убит в своей палатке своими офицерами, одним из которых был бывший телохранитель Пифон.
Певкест был захвачен Антигоном в 316 г. до н. э. и его следы его на этом теряются.
Аристон получил командование Амфиполисом в Македонии и объединился с матерью Александра Олимпиадой против Кассандра. Он умер в 315 г. до н. э. во время сдачи Амфиполиса Кассандру после осады.
Пифон взял на себя управление Мидией и расширил свои владения до восточных провинций, где был убит в 315 г. до н. э. по Антигону.
Самым успешным из бывших соматофилаков оказался Птолемей Сотер, который приобрел сатрапию Египта и превратил её в силу, с которой нужно считаться, успешно сопротивляясь Антигону, расширил город Александрию и заложил основы её знаменитой библиотеки, и именно он получил тело Александра от других преемников в 321 г. до н. э. и поместил его в Мемфисе во время своего правления. Также известно, что он написал биографию Александра, которая считалась полным и объективным отчётом о его жизни, но не сохранилась, за исключением источников и отрывков, использованных позже Аррианом (2 век н. э.) и другими историками. Птолемей — первый правитель династии Птолемеев, взявшей его имя и продолжавшейся до Клеопатры VII в 30 г. до н. э. и свержения династии римлянами. Сам он умер от старости в 282 г. до н. э. в Александрии].
Лисимаха также можно считать успешным, поскольку он приобрел собственную территорию в провинции Фракия (вместе с частью северо-западной Малой Азии), в которой правил 42 года, победил Антигона в битве при Ипсе в 301 году до н. э. вместе с другими преемниками и, наконец, погиб в битве при Курупедионе против Селевка в 281 г. до н. э., и был последним выжившим из телохранителей Александра Македонского.